# Strejaci
Strejaci este o localitate din comuna Dornava, Slovenia, cu o populație de 51 de locuitori.